# Asesino en serio
Pour plus de détails, voir Fiche technique et Distribution.
Asesino en serio est un film mexicain réalisé par Antonio Urrutia, sorti en 2002.

## Synopsis
Mexico. L'inspecteur de police Martinez doit enquêter sur une série de meurtres de prostituées qui semblent toutes avoir été tuées par un orgasme si puissant qu'il leur a été fatal. Martinez fait équipe avec l'anthropologue Onofre et obtient l'aide inespérée du père Gorkisolo, un prêtre ayant des connaissances inattendues dans le domaine sexuel.

## Fiche technique
- Réalisation : Antonio Urrutia
- Scénario : Carlos Puig et Javier Valdes, d'après le roman de Javier Valdes
- Photographie : Serguei Saldívar Tanaka
- Montage : Pablo Blanco
- Musique : Federico Bonasso
- Décors : Eugenio Caballero
- Pays d'origine :  Mexique
- Langue originale : espagnol
- Budget : 2 500 000 $[1]
- Genre : comédie noire
- Durée : 88 minutes
- Dates de sortie : 
  - Festival international du film de Catalogne : 4 octobre 2002
  - Mexique : 1er mai 2003

## Distribution
- Jesús Ochoa : Martinez
- Santiago Segura : Gorkisolo
- Ivonne Montero : Yolanda
- Gabriela Roel : Gilda
- Daniel Giménez Cacho : Onofre
- Rafael Inclán : Vivanco
- Diego Jáuregui : Sampedro
- Eduardo España : Bonito

## Box-office
Le film a rapporté 2 870 000 $ au box-office mexicain.

## Distinctions
Lors des premio Ariel 2004, le film a été nommé dans les catégories du meilleur scénario adapté et des meilleurs costumes.